# Rousserolle turdoïde
Acrocephalus arundinaceus
Espèce
Statut de conservation UICN

 LC  : Préoccupation mineure

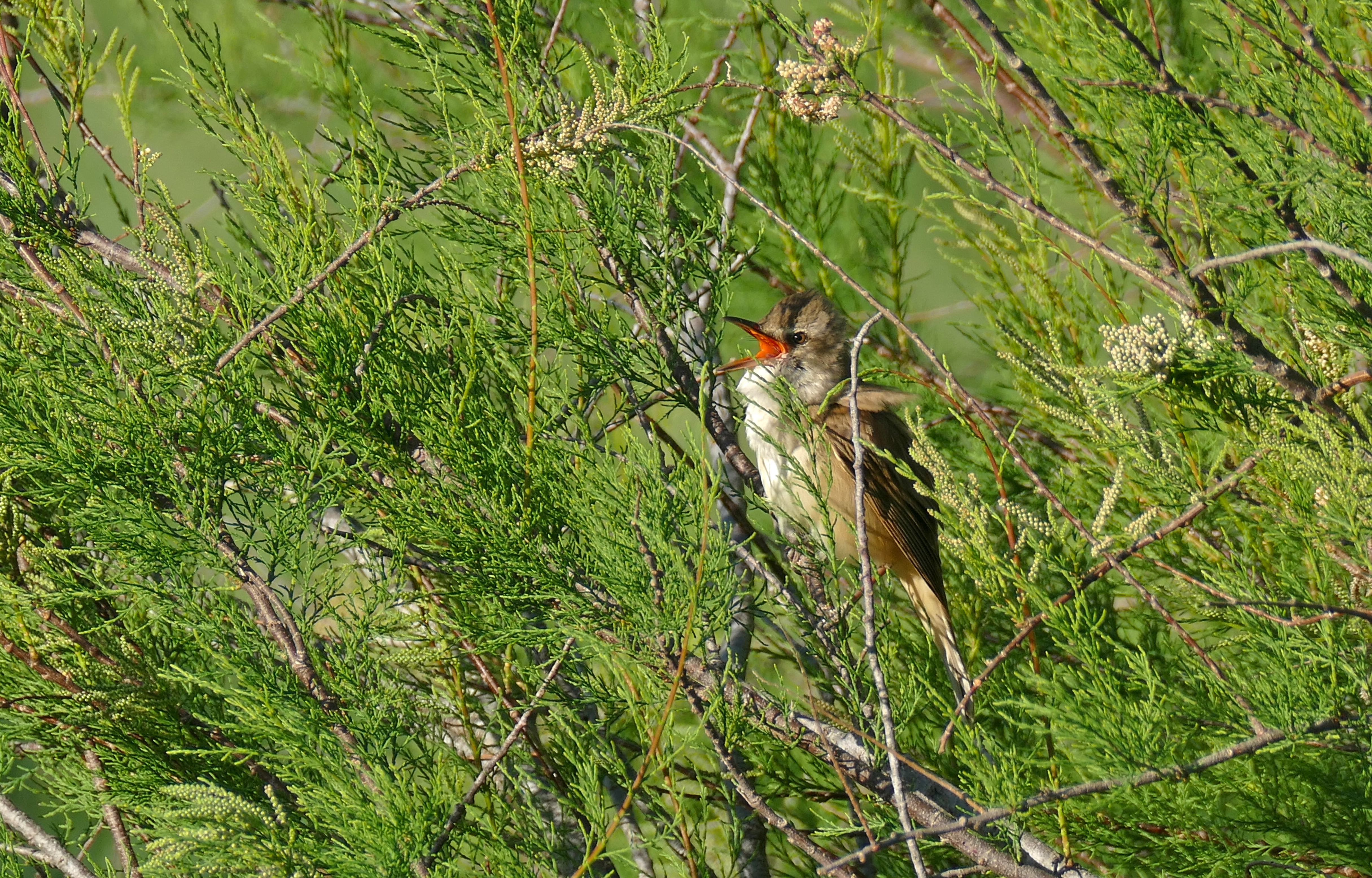
Rousserolle turdoïde chantant (Catalogne, Espagne)

La Rousserolle turdoïde (Acrocephalus arundinaceus) ou Rossignol des rivières est une espèce de fauvettes des marais appartenant à la famille des Acrocephalidae.

## Morphologie
Ce passereau de grande taille mesure de 18,5 à 19 cm de long avec une envergure de 28 cm, pesant entre 25 et 37 g. C'est la plus grande des fauvettes des marais.
Elle ressemble à la rousserolle effarvatte mais en plus grand. Elle a le dos uni brun et le dessous blanc cassé brun. Les flancs et le croupion sont chamois. Elle a un sourcil de couleur crème. Le bec est fin et allongé.

## Comportement

### Alimentation
Elle se nourrit principalement d'insectes mais aussi d'araignées, d'invertébrés divers et d'amphibiens. En Hongrie, un couple fut noté nourrissant ses jeunes de petits poissons

### Reproduction
Le nid est suspendu, caché dans la végétation aquatique. Il est fait d'éléments végétaux. La femelle pond une couvée par an, de 4 à 6 œufs couvés pendant 14 à 15 jours par les deux parents qui nourrissent également les poussins pendant une douzaine de jours.

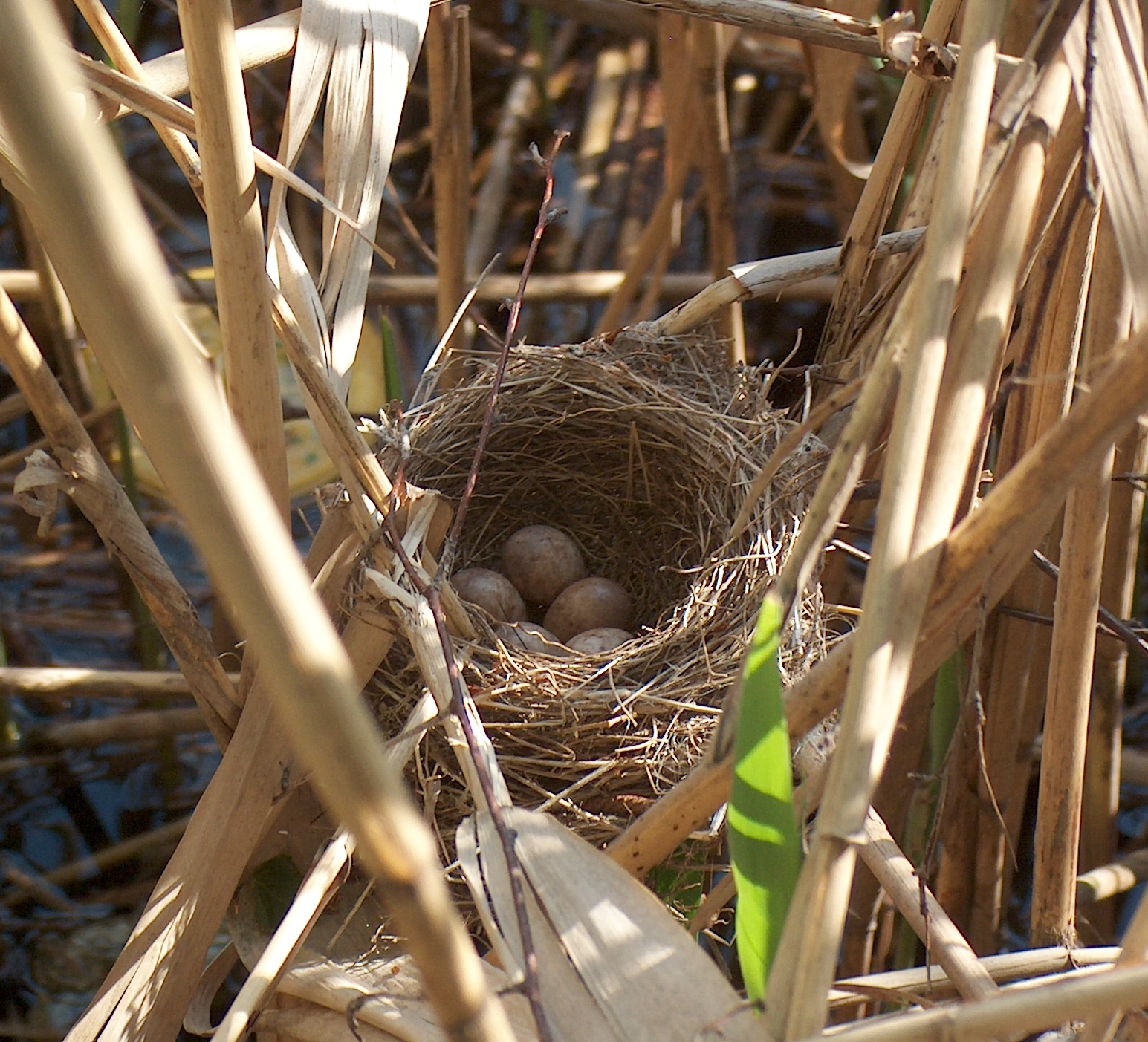
Nid parmi les roseaux.
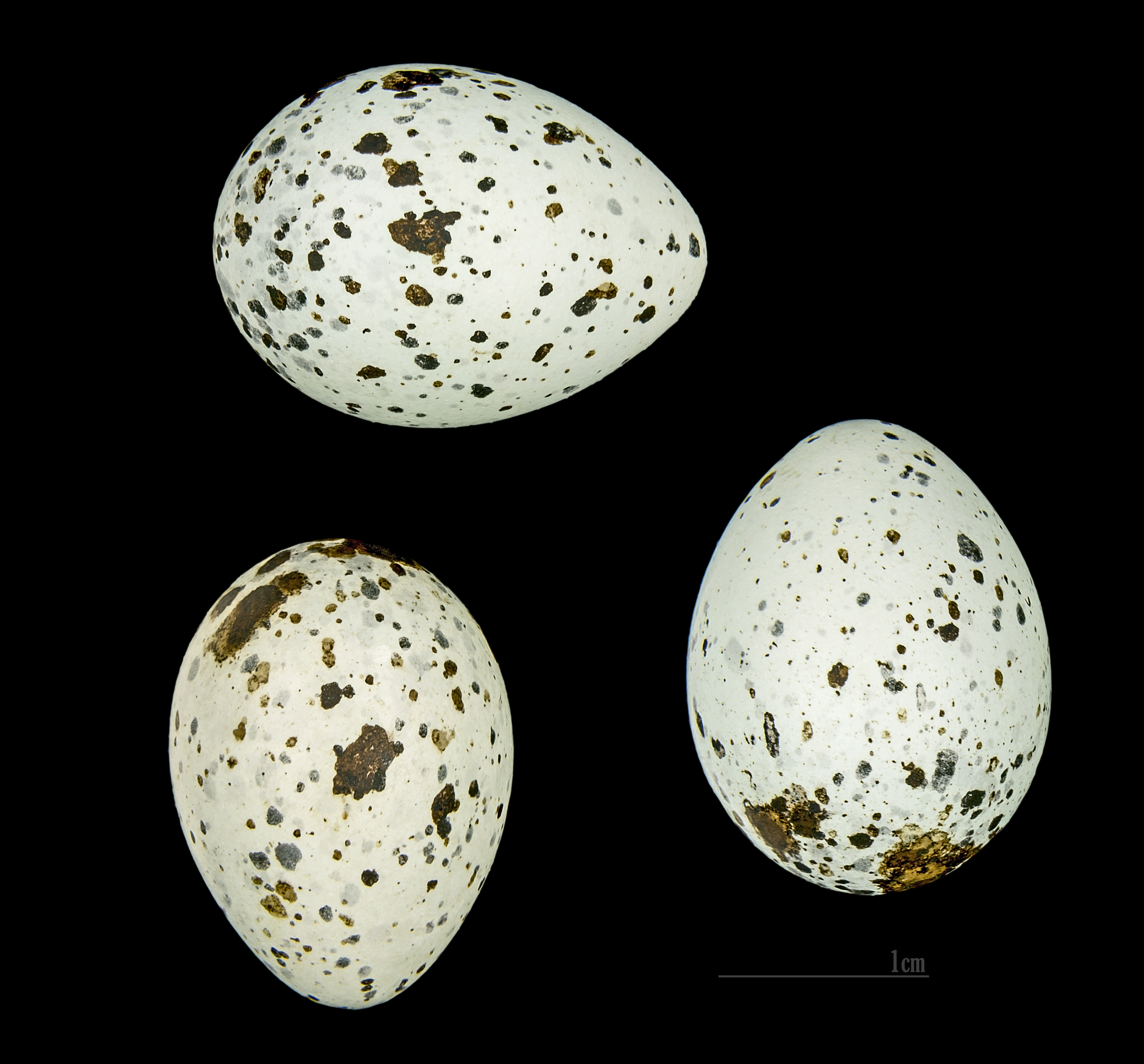
Œufs de Rousserolle turdoïde Muséum de Toulouse
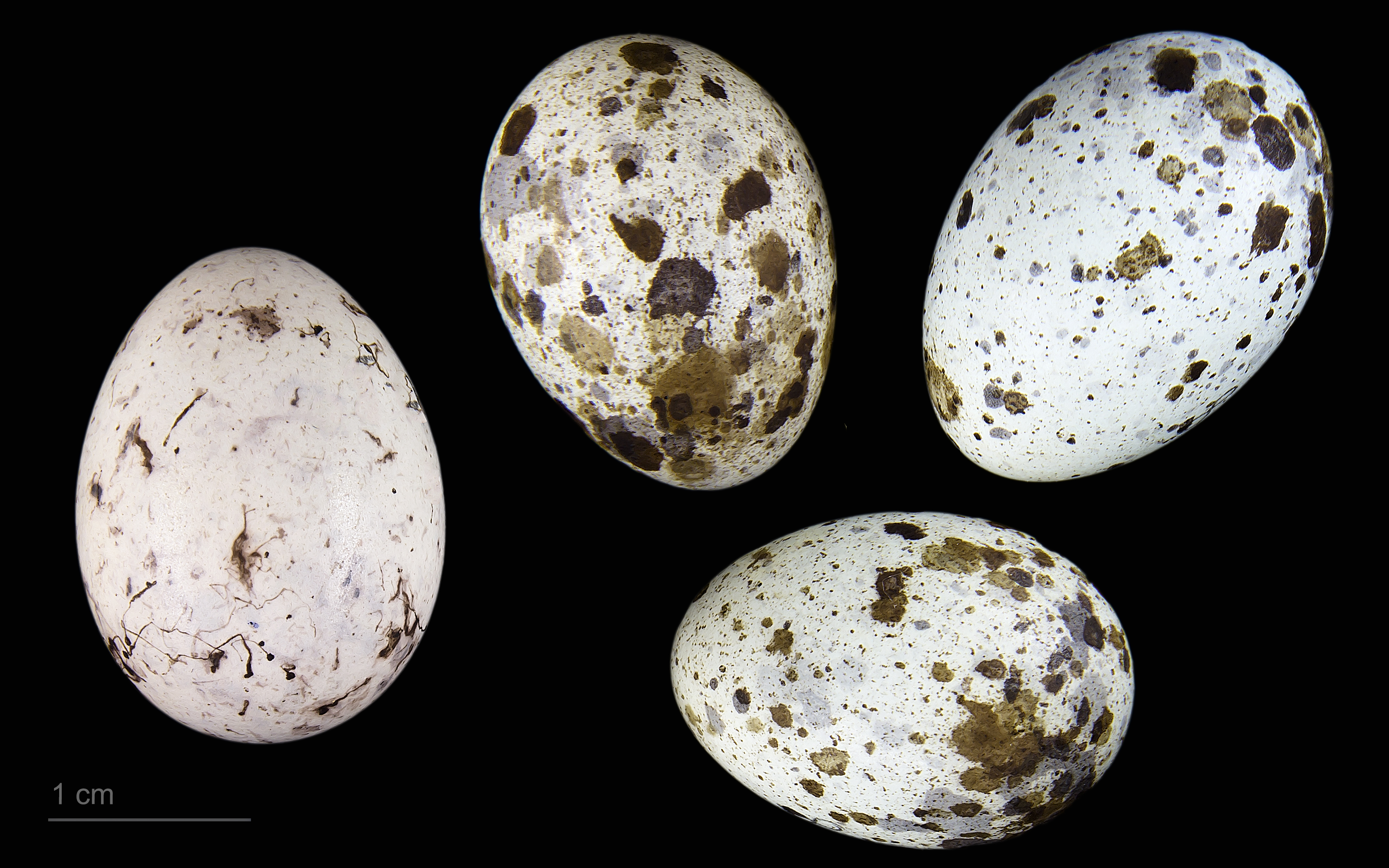
Œuf de Coucou gris dans une ponte de Rousserolle turdoïde
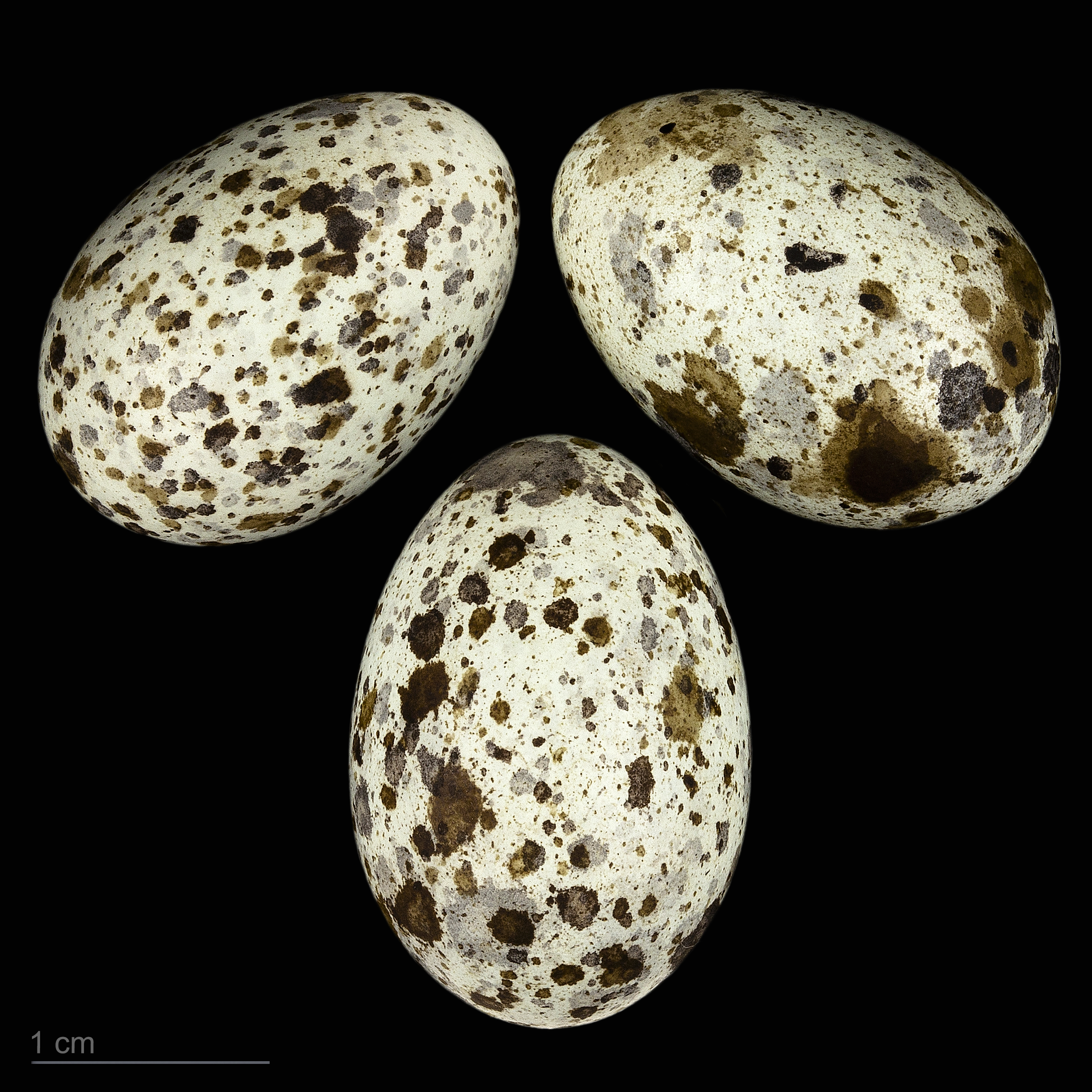
Oeufs de Rousserolle turdoïde ssp. arundinaceus - Muséum de Toulouse

### Chant

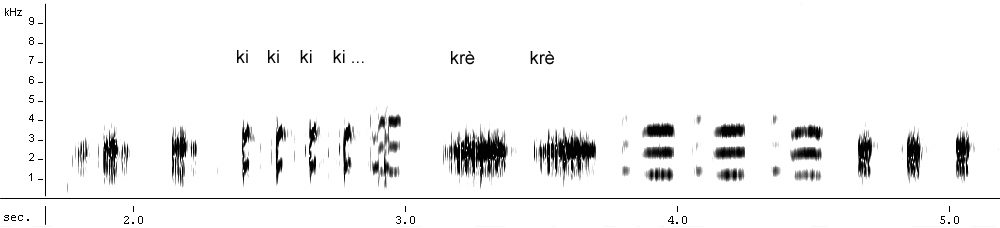
Chant de la Rousserolle turdoïde. Sonagramme. Marais de la Macta (Algérie)

Elle anime la roselière de son chant rauque et sonore, qui lui a valu de nombreux noms vernaculaires de type onomatopéique. À la période de nidification, elle se fait beaucoup plus discrète.

## Répartition et habitat

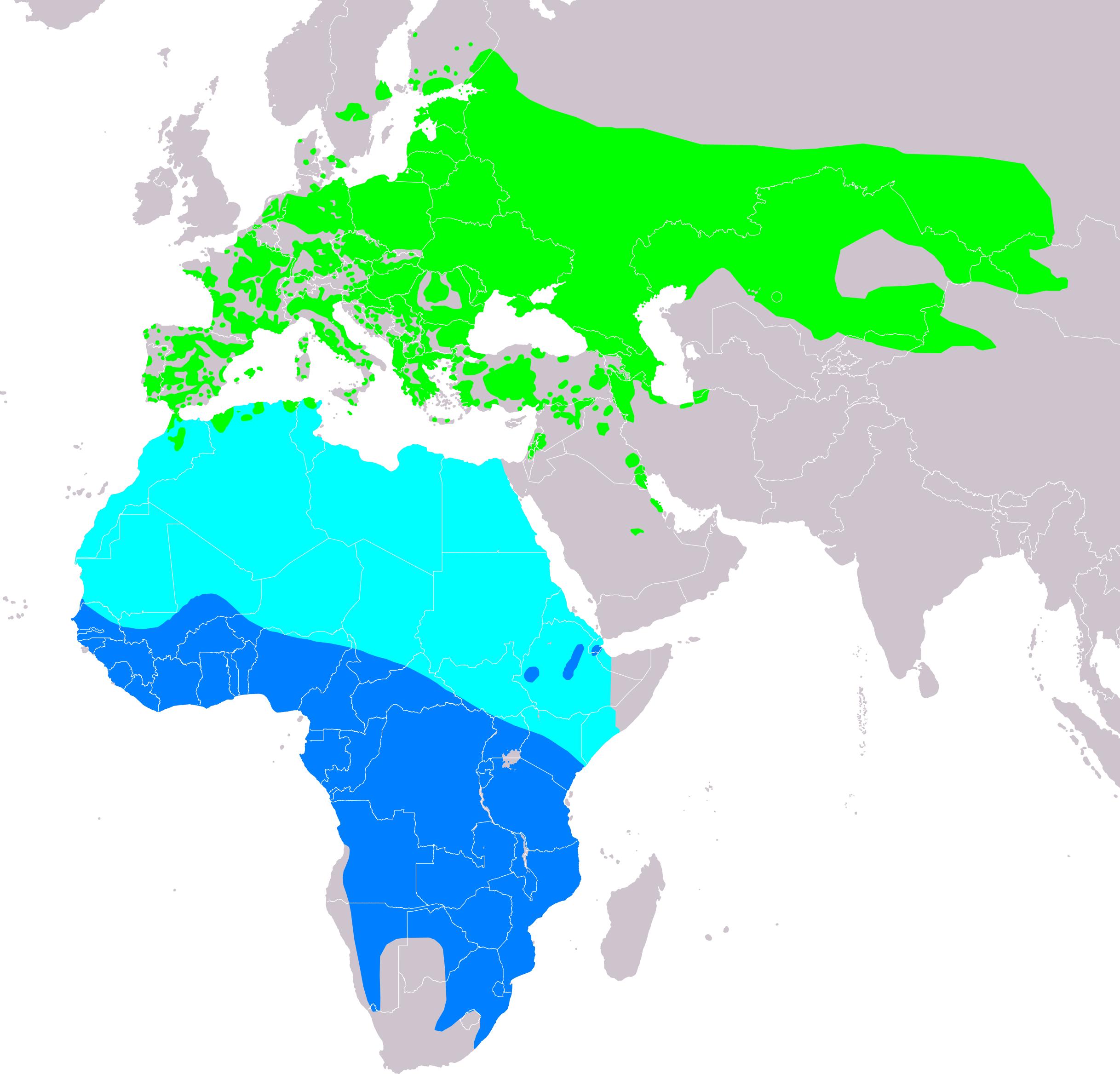
Aire de répartition de la rousserolle turdoïde

### Répartition
Cet oiseau niche de l'Europe occidentale à la Corée et à la Chine. 

### Habitat
La rousserolle turdoïde occupe marais et roselières de bonne taille constituées de Phragmites.

### Migration
Elle migre en Afrique subsaharienne pour revenir en avril-mai dans ses territoires de reproduction. Son chemin migratoire s'accomplit plutôt en grandes étapes, interrompues par de longues pauses (de plusieurs semaines) dans un même endroit pour remplir ses réserves de graisse, nécessaires pour la prochaine étape de son long chemin migratoire.

## Systématique
L'espèce Acrocephalus arundinaceus a été décrite  par le naturaliste suédois Carl von Linné en 1758, sous le nom initial de Turdus arundinaceus.

### Synonyme
- Turdus arundinaceus Linné, 1758 (Protonyme)

### Sous-espèces
D'après Alan P. Peterson, il existe deux sous-espèces :
- Acrocephalus arundinaceus arundinaceus d'Europe, du nord-ouest de l'Afrique du Nord, de la Turquie et du Proche-Orient jusqu'au bassin de la Volga ;
- Acrocephalus arundinaceus zarudnyi du nord de l'Irak, de l'Iran, Afghanistan, Ouzbékistan, Tadjikistan, Mongolie et ouest de la Chine (Sinkiang).

Les anciennes sous-espèces griseldis d'Irak et orientalis du Sinkiang et de l'est de la Mongolie au bassin inférieur de l'Amour et au Japon sont maintenant considérées comme des espèces à part entière : Acrocephalus griseldis et Acrocephalus orientalis.

## La rousserolle turdoïde et l'homme

### Philatélie
La rousserolle turdoïde a été représentée sur des timbres poste des pays suivants :
- Burundi (5 f.)
- Koweit (10 f.)
- Mongolie
- Roumanie (15 l.)